# Chrysothlypis
Genre

## Liste d'espèces
Selon la classification de référence du Congrès ornithologique international (version 2.7, 2010) :
- Chrysothlypis chrysomelas - Tangara loriot
- Chrysothlypis salmoni - Tangara rouge